# Técnicas Reunidas
Técnicas Reunidas, S.A. (TRSA) ist ein spanischer Generalunternehmer, der die Entwicklung, Akquisition und Konstruktion von Industrie- und Kraftwerken anbietet, insbesondere für die Erdölbranche.
TRSA ist eine Holding-Organisation von Unternehmen, die in der Lage sind, weltweit schlüsselfertig zu bauen. Seit 1959 hat die Gruppe mehr als 1000 Industrieanlagen weltweit gebaut. Die internationalen Aktivitäten machen etwa 70 % vom jährlichen Geschäft des Unternehmens aus, vor allem in Lateinamerika und China. Das Unternehmen hat auch in letzter Zeit die Präsenz im Nahen Osten erweitert, und im Januar 2009 erhielt TRSA einen Großauftrag in Höhe von $1,2 Milliarden für die Entwicklung von zwei Erdölfeldern in den Vereinigten Arabischen Emiraten für eine Tochtergesellschaft von ADNOC.

## Organisation
Die Geschäftsbereiche von TRSA sind Erdöl und Gas, Stromerzeugung und Infrastruktur.
Die Geschäftsbereiche, die die Unternehmen der Gruppe abdecken, beinhalten: Erdölchemie, Wärmeübertragung, Kraft-Wärme-Kopplung und erneuerbare Energien, Düngemittel und Anorganische Chemie, Umweltingenieurwissenschaften, Eisen- und Stahlwerke, Metallurgie, Bergbau und Hydrometallurgie.

## Forschung und Entwicklung

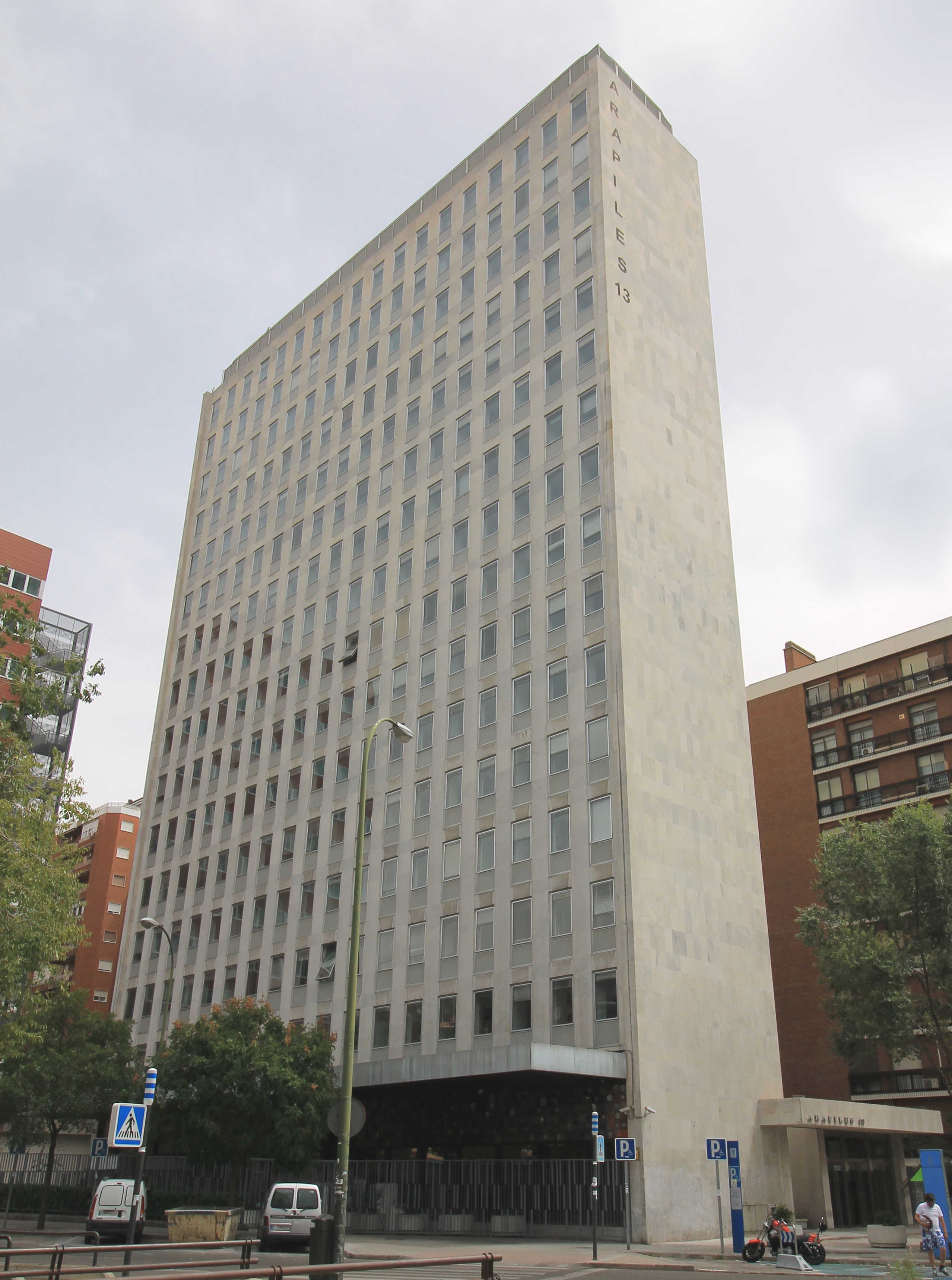
Unternehmenszentrale (Madrid).

Seit 1971 hat das Unternehmen einen eigenen Bereich für Forschung und Entwicklung. Das F&E-Zentrum befindet sich in Madrid und ist mit Laboranlagen und Pilotwerken ausgerüstet, die man an unterschiedliche Konfigurationen anpassen kann. Der F&E-Bereich entwickelt neue Prozesse und verbessert die vorhandenen im Sinne von Wirtschaft und Technologie. Dafür werden Techniken und Prozeduren von Disziplinen wie Hydrometallurgie und Elektrochemie angewendet. Das Hauptziel dabei ist die Skalierung von Labortests zur Industrieanwendung.